# Antología de la canción revolucionaria, vol. 1
Antología de la canción revolucionaria, vol. 1 es el vigésimo cuarto álbum oficial en estudio del cantautor chileno Ángel Parra como solista. Fue lanzado originalmente en Chile en 1992, y corresponde a una selección de canciones protesta de diversos autores elegidas e interpretadas por Ángel. En 1993 (y luego en 1996 y 1999) el álbum fue relanzado en Francia bajo el nombre de Canto a mi América, con otra carátula e incorporándose sus canciones «Cuando amanece el día» y «Compañero Presidente».
La canción «Duerme negrito» es interpretada junto a su hija Javiera Parra.

## Lista de canciones
| Antología de la canción revolucionaria, vol. 1 |                                                      |                                              |          |  |
| N.º                                            | Título                                               | Música                                       | Duración |  |
| 1.                                             | «Pequeña serenata diurna»                            | Silvio Rodríguez                             | 3:08     |  |
| 2.                                             | «Arauco tiene una pena» (o «Levántante Huenchullán») | Violeta Parra                                | 3:53     |  |
| 3.                                             | «Duerme negrito» (con Javiera Parra)                 | tradicional, Atahualpa Yupanqui              | 2:35     |  |
| 4.                                             | «Canción para mi América»                            | Daniel Viglietti                             | 2:26     |  |
| 5.                                             | «Preguntitas sobre Dios»                             | Atahualpa Yupanqui                           | 3:51     |  |
| 6.                                             | «Cuba va»                                            | Pablo Milanés, Noel Nicola, Silvio Rodríguez | 3:01     |  |
| 7.                                             | «Cuando amanece el día»                              | Ángel Parra                                  | 3:05     |  |
| 8.                                             | «Guantanamera»                                       | José Martí, Ángel Parra, Joseíto Fernández   | 5:52     |  |
| 9.                                             | «Te recuerdo Amanda»                                 | Víctor Jara                                  | 3:18     |  |
| 10.                                            | «La muralla»                                         | Nicolás Guillén, Quilapayún                  | 3:53     |  |
| 11.                                            | «Si somos americanos»                                | Rolando Alarcón                              | 2:10     |  |
| 12.                                            | «Me gustan los estudiantes»                          | Violeta Parra                                | 3:23     |  |
| 13.                                            | «Canción II» (o «Vamos mujer»)                       | Luis Advis                                   | 3:45     |  |
| 14.                                            | «Hasta siempre»                                      | Carlos Puebla                                | 4:15     |  |
| 15.                                            | «Compañero Presidente»                               | Ángel Parra                                  | 4:32     |  |
| 16.                                            | «Vientos del pueblo»                                 | Víctor Jara                                  | 2:27     |  |
| 56:22                                          |                                                      |                                              |          |  |

## Créditos
Versión de 1993
- Álvaro Yáñez: fotografías[1]